# 楊素蘊
楊素蘊，字筠湄、筠眉、筠碧、芳臣、退庵，號退菴，陝西省延安府宜君縣（今陝西省銅川市宜君縣）人，清朝政治人物、同進士出身。

## 生平
順治九年（1652年）壬辰科進士，授直隸東明知縣。順治十七年，任四川道試監察御史。順治十八年，任四川川北道。康熙十四年，任鄖襄道。康熙十七年，任下荊南道。康熙二十一年，任山西提學道。康熙二十四年，任通政使司參議、奉天府府丞。康熙二十六年，任順天府府尹、右副都御史。康熙二十六年，升任安徽巡撫。次年升任湖廣巡撫。

## 著作
著有《見山樓集》、《見山樓詩集》。

## 親屬
有子楊綱、楊維。

## 延伸阅读
[在维基数据编辑]
 《清史稿·卷270》，出自趙爾巽《清史稿》